# Пайзулаев, Мурат Магомедович
Мурат (Мурад) Магомедович Пайзулаев (21 августа 1966, Махачкала, Дагестанская АССР, РСФСР, СССР) — советский и российский борец и тренер, Президент федераций греко-римской борьбы СКФО и Дагестана, Депутат Народного Собрания Республики Дагестан 5,6,7 созывов.

## Биография
Родился в Махачкале, по другим данным в селе Хучада Советского (ныне — Шамильского района). На соревнованиях представлял Ростов-на-Дону, после завершения карьеры вернулся в Дагестан и занялся тренерской деятельностью. В 2006 году при поддержке министра спорта республики Дагестан Шахабаса Шахова и председателя правительства Республики Дагестан Абдусамада Гамидова была открыта школа греко-римской борьбы, которую возглавил Пайзулаев. Также Пайзулаев является президентов федерации греко-риской борьбы СКФО и Дагестана.

## Трудовая карьера
- С 1986 года работал экономистом предприятия «Горэлектросеть» в Кизилюрте, заместителем директора по снабжению и реализации совхоза «Султанянгиюртовский» Кизилюртовский район, работал заместителем директора ГУП «Торговый дом «Лоза» в Махачкале, был начальником участка «Анжигаз» филиала «Центральный» ООО «Дагестанрегионгаз».
- С 2006 года – директор ГУ «ДЮСШ по греко-римской борьбе» Министерства по физической культуре и спорту Республики Дагестан.
- С 2011 года – заместитель председателя Комитета Народного Собрания Республики Дагестан по делам молодежи, спорту и туризму, заместитель председателя Комитета Народного Собрания Республики Дагестан по экономике, инвестициям и предпринимательству.
- С 2018 года – председатель Комитета Народного Собрания Республики Дагестан по образованию, науке, культуре, делам молодежи, спорту и туризму.

## Спортивные достижения
- Чемпион РСФСР по греко-римской борьбе 1989;

## Известные воспитанники
- Муртазалиев, Магомед Абдулаевич — призёр чемпионата России;
- Джалалов, Гаджимурад Багатырович — призёр чемпионата России[4];
- Гасанов, Мурадбек — призёр чемпионата России[5];
- Юсупов, Гамзат Шамхулисламович — призёр чемпионата России;

## Награды и грамоты
- Почетная грамота Народного Собрания Республики Дагестан.
- Почетная Грамота Республики Дагестан.
- Медаль «За заслуги в области физической культуры и спорта в Республике Дагестан».
- Юбилейная медаль «20 лет разгрома международных бандформирований».
- Почетный знаком НС РД «За заслуги в развитии парламентаризма».
- «Заслуженный работник физической культуры и спорта Республики Дагестан».
- Орден Почёта Республики Дагестан III степени (2024)[6].

## Личная жизнь
В 1984 году окончил ростовскую областную школу-интернат № 10 спортивного профиля. В 2008 году окончил Дагестанский государственный педагогический университет, а в 2016 году Российскую академию народного хозяйства и государственной службы при Президенте Российской Федерации. Специальность по образованию – физическая культура и спорт, магистр государственного и муниципального управления.